# Comté de Henry (Géorgie)
Pour les articles homonymes, voir Henry et Comté de Henry.
Le comté de Henry est un comté de Géorgie, aux États-Unis.

## Démographie
| 1830   | 1840   | 1850   | 1860   | 1870   | 1880   |
| ------ | ------ | ------ | ------ | ------ | ------ |
| 10 566 | 11 756 | 14 726 | 10 702 | 10 102 | 14 193 |

| 1890   | 1900   | 1910   | 1920   | 1930   | 1940   |
| ------ | ------ | ------ | ------ | ------ | ------ |
| 16 220 | 18 602 | 19 927 | 20 420 | 15 924 | 15 119 |

| 1950   | 1960   | 1970   | 1980   | 1990   | 2000    |
| ------ | ------ | ------ | ------ | ------ | ------- |
| 15 857 | 17 619 | 23 724 | 36 309 | 58 741 | 119 341 |

| 2010    | 2020    | - | - | - | - |
| ------- | ------- | - | - | - | - |
| 203 922 | 240 712 | - | - | - | - |